# Pelegrina peckhamorum
Pelegrina peckhamorum là một loài nhện trong họ Salticidae.
Loài này thuộc chi Pelegrina. Pelegrina peckhamorum được Kaston miêu tả năm 1973.